# Preston Road (London Underground)

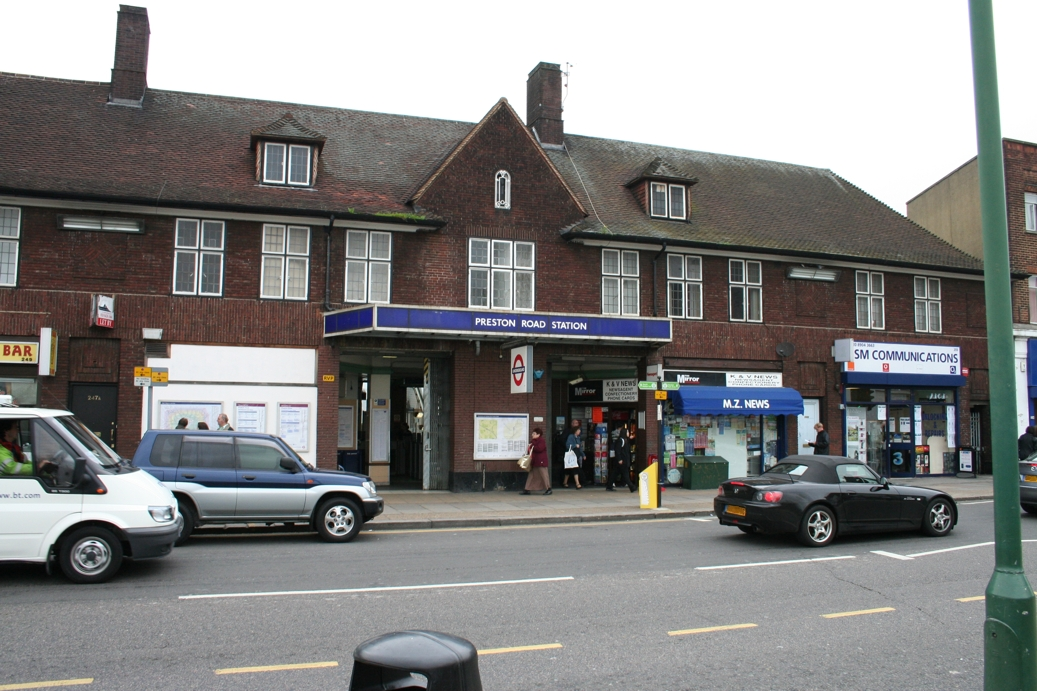
Stationsgebäude

Preston Road ist eine oberirdische Station der London Underground im Stadtbezirk London Borough of Brent. Sie liegt in der Travelcard-Tarifzone 4, nahe der Kreuzung von Preston Road und Grasmere Avenue. Die von der Metropolitan Line bediente Station wurde im Jahr 2013 von 3,15 Millionen Fahrgästen genutzt.
Die Strecke der Metropolitan Railway (Vorgängergesellschaft der Metropolitan Line) bestand bereits seit 1880, die Station Preston Road wurde jedoch erst nachträglich gebaut und am 21. Mai 1908 eröffnet. Die Gegend war damals nur sehr dünn besiedelt, doch in einem Schießclub in der unmittelbaren Nachbarschaft fanden während der Olympischen Sommerspiele 1908 die Wettbewerbe im Tontaubenschießen statt. Am 19. Juli 1908 wurde die Strecke elektrifiziert.
In den Folgejahren blieb die Station relativ unbedeutend; die Fahrgastfrequenzen waren so niedrig, dass die Züge nur auf Verlangen anhielten. Zu Beginn der 1920er Jahre nahm die Gegend immer mehr einen suburbanen Charakter an und die einfachen Stationsanlagen aus Holz erwiesen sich zunehmend als nicht mehr ausreichend. Im Zuge des Ausbaus der Strecke zwischen Wembley Park und Harrow-on-the-Hill von zwei auf vier Gleise verlegte man die Station am 22. November 1931 auf die Westseite der Preston Road. Die neuen Anlagen gingen am 3. Januar 1932 definitiv in Betrieb. 2007 erfolgte eine Renovation des Stationsgebäudes.